# Martyrs coptes de Libye
Les martyrs coptes de Libye constituent un groupe de 21 chrétiens pour la majorité égyptiens, appartenant à la communauté copte, qui furent exécutés le 15 février 2015 sur une plage de Syrte par des djihadistes de l'État islamique en Libye. La vidéo du massacre fut diffusée par les chaînes de propagande du groupe terroriste.

## Historique
Ces vingt Égyptiens et ce Ghanéen avaient trouvé du travail dans la région de Syrte et avaient l'espoir d'une vie meilleure. Ils étaient originaires pour la plupart du village d'Al-Nour ou el-Our selon une autre transcription, près d'Al-Minya en Moyenne-Égypte[réf. nécessaire]. Ils sont enlevés, torturés puis égorgés par des miliciens de l'État islamique en Libye entre décembre 2014 et janvier 2015 en raison de leur fidélité à la foi chrétienne. Dans de nombreuses vidéos de propagande, l'État islamique vante sa haine à l'encontre de la communauté copte. 
À la fin de la vidéo, un message donne la version des islamistes : le massacre aurait été perpétré en réponse à  l'affaire Kamilia Shehata, du nom d'une femme copte qui aurait été séquestrée par l'Église pour l'empêcher de se convertir à l'islam. Il s’agit là en réalité du montage habituel des islamistes « pour faire silence sur les milliers de filles mineures chrétiennes enlevées, converties, mariées de force, puis interdites de tout contact avec leur famille. » Cette Kamelia Shehata est apparue elle-même à la télévision pour affirmer qu’elle était chrétienne, avait regagné son domicile, et ne connaissait rien à l’islam.
Le 7 octobre 2017, après la capture de combattants djihadistes à l'issue de la bataille de Syrte et leur interrogatoire, les corps des 21 victimes sont découverts et exhumés d'une fosse commune près de Syrte.

## Vénération et culte
Dès le 21 février 2015, le primat de l'Église copte orthodoxe, Théodore II, annonce l'inscription des vingt-et-une victimes au catalogue des saints coptes au rang de martyrs. Ce catalogue correspond approximativement au martyrologe de l'Église romaine et est appelé  « synaxaire », une compilation de textes hagiographiques. Selon un évêque égyptien, on voit au cours de la vidéo la sérénité des victimes devant la mort et on peut les entendre invoquer le nom du Christ avant de mourir. Les vingt Égyptiens étaient des coptes orthodoxes. 
Le président égyptien, Abdel Fattah al-Sissi, annonce la construction d'une église dédiée aux martyrs à Al-Minya, aux frais de l'État. Dans le même temps, on voit des manifestations de vénération à leur égard, notamment par la publication d'icônes les représentant. Leur mémoire est célébrée chaque année le 15 février dans chacun des diocèses coptes d'Égypte, de Jordanie et de Libye.
Le 11 mai 2023, pendant une visite de Théodore II au Vatican, le pape François annonce qu'il va ajouter les 21 martyrs au martyrologe romain,. La première cérémonie a lieu le 15 février 2024 au Vatican, présidée par le cardinal Kurt Koch. À cette occasion, des reliques des martyrs, offertes par l'Église copte orthodoxe, sont exposées à la vénération des fidèles.